# Liarea turriculata
Liarea turriculata là một phân loài ốc đất liền cỡ nhỏ hô hấp trên cạn, a terrestrial pulmonate động vật chân bụng động vật thân mềm thuộc họ Pupinidae. Loài này thường được tìm thấy ở New Zealand.

## Phân loài
- - Liarea turriculata turriculata (Pfeiffer, 1855)
  - Liarea turriculata partula Powell, 1954
  - Liarea turriculata waipoua Powell, 1954